# Pietro Martínez y Rubio
Pietro Jerónimo Martínez y Rubio (Ródenas, 1614 – Palermo, 22 november 1667) was een Spaans prelaat in het Spaanse onderkoninkrijk Sicilië. Rubio was aartsbisschop van Palermo (1657-1667) en in deze hoedanigheid primaat van Sicilië.

## Levensloop
Rubio groeide op in Ródenas in het koninkrijk Aragon in Spanje. Hij werd priester gewijd in het bisdom Albarracín. In Aragon doctoreerde hij in de beide rechten. Nadien werkte hij in Rome als auditeur bij het Tribunaal van de Rota Romana, ook Sacra Rota genoemd.
Koning Filips IV van Spanje liet Rubio bij paus Alexander VII benoemen tot aartsbisschop van Palermo (1657). In Palermo was Rubio eveneens hoofd-auditeur bij de Raad van State van Sicilië. Na 10 jaar episcopaat stierf hij in 1667.